# Estación de Guéthary
La estación de Guéthary es una estación ferroviaria francesa de la línea Burdeos-Irún, situada en la comuna de Guéthary, en el departamento de los Pirineos Atlánticos, en la región de Aquitania cerca de España. Por ella circulan tanto trenes de grandes líneas como de media distancia y regionales. 

## Descripción
La estación de Guéthary es una pequeña estación compuesta únicamente por dos andenes laterales y dos vías. 

## Servicios ferroviarios

### Grandes Líneas
A través de sus Lunéas, la SNCF recorre desde Guéthary:
- Línea Irún ↔ París.

### Media Distancia
Los trenes Intercités enlazan las siguientes ciudades:
- Línea Irún ↔ Toulouse.

### Regionales
Los siguientes trenes regionales circulan por la estación:
- Línea Hendaya ↔ Burdeos.